# ランボ
ランボは、天野明作の漫画作品『家庭教師ヒットマンREBORN!』に登場する架空の人物。原作での初登場は標的7（第7話）、アニメでは標的3（第3話）から登場。
担当声優は、竹内順子（子供）と津田健次郎（大人）。舞台版ではKIMERUが演じる。

## 人物
イタリアの中小マフィアであるボヴィーノファミリーの殺し屋（ヒットマン）だが、実際はどこにでもいるわんぱくな5歳の男児。一人称は「ランボ（さん）」、「オレっち」。5月28日生まれの双子座のA型。身長42センチメートル、体重4キログラム。5歳。目の色は緑で両目の下に＃のマークがついている。好物はぶどう、飴玉、そうめん、ソフトクリーム。嫌いな食べ物は辛いもの、苦いもの。将来の夢は世界征服、ボヴィーノファミリーのボスになって全人類をひざまずかせること。口癖は「が・ま・ん」、語尾は「だもんね」。フゥ太の「うざいマフィア」、「殺して座布団にしたいマフィア」（アニメ版ではカット）のランキングでは断トツ。また、黒川花には大人ランボの時に限り、好意を持たれている。入江正一の発言からすると、日本人らしい。
常に乳牛模様の尻尾付き全身タイツ（袖が3種類ある）を身に着けており、さらに取り外し可能な牛型の角を頭に装着している。モコモコしたアフロヘアーが特徴で、その髪の中には多くのものが四次元ポケットのように収納されている。その外見からしばしば「牛」または「アホ牛」とあだ名され、獄寺には「落として失くさないように」と牛型の角に「アホ牛」と油性マジックで書かれてしまった。雷を受けてもダメージをほとんど負わない「電撃皮膚（エレットゥリコ・クオイオ）」という、生まれてすぐに何度も雷を受けることで体質が変化して生まれる特殊体質の持ち主。
ボヴィーノファミリーの刺客としてリボーン抹殺のために日本へとやって来たが、肝心のリボーンには全く相手にされない上に目的すら忘れてしまい、今では沢田家の居候の身になっている。同じく居候の身であるイーピンとは歳も近く、よく一緒に遊んでいるが、そのせいで毎回様々なトラブルが発生する。沢田家では保育係であるツナが面倒を見ている。落ち着きがなく、わがままで、よくおバカな行動・言動を取るため、リボーンや獄寺からは鬱陶しがられてケンカになるが、一方的にやられ大泣きするのがいつものパターン。ハルとは仲が良く、一緒に遊ぶことが多いが、大人ランボの時には「エロいから嫌」という理由で殴られることがある。
ボヴィーノファミリーの「ボヴィーノ」とは、イタリア語で“牛”という意味と“鈍い”という意味がある。イタリアの自動車メーカー「ランボルギーニ」とは、名前やファミリーの牛のエンブレムなどの共通点が見られる。なお、特徴であるアフロヘアーのカットは、奈々が行っているが、その際ハサミの刃が欠けそうになったり、珍しい生き物が飛び出してきたりする。
また一度、入江家に迷惑をかけた際、ボヴィーノのボスよりイタリアから「お詫び詰め合わせ」と書かれたお中元（パスタとオリーブオイルと札束）が届いている（しかしながら、沢田家には配達されなかった）。

### 10年後のランボ
敵わない相手に出会い、忍耐が限界を超えると、ボヴィーノ秘伝の武器「10年バズーカ」を使う。使用すると10年後の自分、通称「大人ランボ」と5分間入れ替わることが出来る。10年後のランボは美男子で紳士的な伊達男に成長しているが、「やれやれ」の口癖と自信満々かつ貫禄ありげな態度の割に弱く泣き虫で、リボーンや獄寺からの扱いは変わらず、ツナからは（心の中で）ヘタレと断言されてしまっている。さらにビアンキの元恋人・ロメオと似ているため（誕生日も同じである）、彼をロメオと間違えているビアンキとは遭遇する度に殺されかけ、10年後の医療技術で一命を取り留めている。このように基本的には登場するたびに、ロクな目にあわない。現在のランボと違い、アフロヘアーではなく天然パーマ。目はタレ目で下まつ毛が特徴。なお目の下の＃マークは左に1つだけとなっている。よく右目だけを閉じている癖がある。10年後、彼の所属するファミリーで毎月最優秀者に配布される『トイレ掃除がんばったで賞』の（洋式便座型）トロフィーを授与されている（ラジオ体操がんばったで賞もゲットしたとのこと）。女性からの頼みを断れないたちで、毎年バレンタインでチョコを大量に貰い全部食べようとして鼻血を出し貧血で倒れている。大人ランボは、身長179センチメートル。体重64キログラム。
大人ランボの必殺技は「電撃角（エレットゥリコ・コルナータ）」。しかしこの技がまともに役立った例はなく、自滅するのがお約束になっている。ちなみに劇中で初めてこの技が命中したのは幽霊のロメオに遭遇したときだが、ロメオをパワーアップさせてしまい、逆効果となる始末。
継承式編の際、らうじとの戦いで幼い自分を連れてきたことを後悔していたツナに対して、仲間たちと一緒いるのは自分の意思であり、そのためにツナたちに追い着きたいと自分の胸の内を明かした。そしてらうじとの勝負が終わった後、ツナのことをボスだと思ったことはない、いい兄ちゃんだと思っていると発言している。

### 20年後のランボ
10年後のランボが、もう一度10年バズーカを使うと20年後のランボと入れ替わることができる（ただし、子供ランボが10年バズーカを使用してからの5分間）。20年後のランボは、現在や10年後とは比べ物にならないほどのただならぬ威圧感に満ちた男に成長しており、10年後のランボが弱点としていた電撃角のリーチの短さを改善し、さらに完璧な電撃皮膚を完成させていた。電撃の扱いも完璧に収得し、雷を仔猫ちゃんと称している。電撃角で使用する着脱可能の角は、幼少のころから同じものを愛用しているようである。なお、その「アホ牛」の文字は「屈辱的な思い出だ」とニスを大量に塗って隠している（消せないのか、故意に消さないのかは不明）。20年後ランボは身長184センチメートル、体重73キログラム。

## 作品の行動

### VSヴァリアー編
家光によって、ツナを守護する主要ファミリーの証として雷のリングの守護者に選ばれる（これに対し、ボヴィーノファミリーのボスは泣いて喜んだ）。しかし、10年後のランボはリング争奪戦の記憶がないらしく、ツナに雷戦で10年バズーカを使わないよう忠告する。雷戦では、10年バズーカを2回使用して、20年後のランボと入れ替わり、レヴィ・ア・タンを圧倒しながらも、時間切れで逆に絶体絶命のピンチに陥り、瀕死のところを乱入した超死ぬ気モードのツナに救われて、反則負けを喫す。大空戦では、病み上がりにもかかわらず招集され、リストバンドにより服毒する。しかし、獄寺がレヴィを退けたことで、何とか一命を取り留めた。その後、ツナが正統後継者に決まったことによって、守護者の証である雷のリングを持つことになる。

### 未来編

#### 10年後のランボ
雷の守護者として、ボンゴレファミリーに所属。この世界のランボは、前述した「10年後のランボ」や「20年後のランボ」とは違う未来の姿の模様。
ミルフィオーレファミリーにより本部が壊滅させられた後、イーピンと共に京子とハルを守りつつ、ブラックスペルと戦闘。その後、10年後の山本と野猿の交戦中に、現代のランボと入れ替わった。

#### 現代のランボ
炎の属性 ： 雷
所持リング ： 雷のボンゴレリング、アニマルリング（牛丼）
所持匣 ： 雷牛ver.V
10年後のランボと入れ替わった後、現代の山本により野猿の攻撃から庇われる。ブラックスペルを退けた後にツナたちが特訓を受けることとなるが、守護者の中で唯一事態を把握しておらず、相変わらずのウザさから、ラル・ミルチには存在しないものとして扱われている。一時期ツナと不仲になるが、すぐに仲直りし、過去に戻ったら遊園地に一緒に行くと約束した。
ツナたちがミルフィオーレ日本支部に突入した際には参加しなかったが、ボンゴレファミリー雷の守護者として突入チームの2次隊メンバーとしてクローム・雲雀・草壁・イーピンとともに潜入している。その後、雲ハリネズミの暴走によって退路を失い、メローネ基地の壁に押し潰されそうになる。なお、アニメでは、基地進入後に獄寺とγの戦うトレーニングルーム前でミルフィオーレの兵士数人と戦闘になり、敵の流れ弾が壁のパネル（施錠を行うためのものと思われる）に当たり機能しなくなった際に、アフロに格納されたロケット弾を使用し扉を破壊したり、クロームの幻術に合わせて敵を倒すシーンがある。
そのまま捕らわれ、ツナとの交渉で人質とされたが、入江の告白によりことなきを得た。その後、10年後のツナから入江の手によりボンゴレ匣を託される。ボンゴレのアジトに戻ってからは、獄寺の指導を受けている。
大泣きをしながらリングを持った際にリングに炎を灯し、守護者の中で最初にボンゴレ匣を開匣することに成功した。ミルフィオーレによるユニ奪還の一斉攻撃では、了平らとともに桔梗に応戦し、「ママンに会いたい」という気持ちから炎を増大させ、雷牛Ver.Vを形態変化させて雷の角を放ち、桔梗の匣兵器を全滅させるが気力を使い果たし、気を失う。未来での戦いが終わった後、ツナたちと共に過去へと帰還して、奈々と再会した。

#### アルコバレーノ編
10年前に一時帰還した後、ツナたちと共に沢田家に帰宅する。アルコバレーノの試練では風、リボーンとヴェルデの試練を受けた。

#### I世ファミリー編
ランポウがやる気を失っていたため、試験の内容は遊園地のスタンプラリーと非常に簡単なことだった。しかし、アルコバレーノ編の際にランボの耐電能力に目を付けたヴェルデによって、実験と称し妨害されたため、苦戦を強いることとなる。スタンプラリーは中途半端な出来だったものの、ヴェルデが自ら誤って引き起こした放電により吹き飛んだことが、ランボが自身の領地を守ってくれたと捉えられたため、継承を認められる。

### 継承式編
並盛中に転校してきたシモンファミリーの大山らうじを、遊び仲間にする。継承式には出席していたが、シモンファミリーとの戦いには不参加で、いつの間にか眠っていた模様。VSシモン戦で、らうじと戦う。らうじは戦うことを望んでいたが、らうじが遊んでくれないことに不満と怒りが爆発し、雷のボンゴレリングがバージョンアップしたボンゴレギアの1つ前の状態から、「雷のヘルムVer.X」に進化させた。その後、らうじが提案した対決方法のお相撲ごっこで不意打ちを受けるが、その直前に10年バズーカに被弾し、10年後のランボに入れ替り対決。最初は、らうじの山の炎の地形操作によって劣勢を強いられてしまうが、VGの能力で砂鉄を引きつけたうえに、溶かして雷の炎をコーティングした武器が決め手で、らうじに勝利する。了平が復讐者に連れ去られたトラウマからか、らうじが復讐者の牢獄に投獄された時に怯えてしまったが、散り際のらうじに認められて楽しかったと伝えられた後、子供ランボに戻った。新生デイモン誕生後すぐに、幻覚空間に閉じこめられた。D・スペードを倒した後、幻覚空間から解放された。

## 技・使用武器など
手榴弾
日常編でランボが多用する武器のひとつで、「ゆすりの二郎」を撃退する、ヴェルデの攻撃を邪魔するなど役に立つこともあるが、普段は全く役に立たない（山火事を大きくしたり、リボーンに皿などではね返されて自爆したり）。
10年バズーカ
ボヴィーノファミリー秘伝のバズーカ。武器と言っても殺傷能力はなく、撃たれた者は5分間だけ10年後の自分と入れ代わるという、一種の転送型タイムマシン。対象相手に向けて転送用ロケット弾を発射するのが正しい使用方法だが、アニメでは、バズーカ内部に入ってから転送する方法に変わっており、普段バズーカはランボのアフロの中にしまわれていることになっている。デリケートな機械で、故障しやすいのが難点（その場合、精神を残して身体のみが入れ替わる、被弾者と10年前との入れ替わりが起きるなど、正しく作動しなくなる）。バズーカ本体が無くても、10年バズーカの弾のみで転送が可能で、むしろ弾の方が重要と言える。
なお、10年後の被弾者がさらに被弾すると最初に被弾する前から20年後の被弾者が現れる。ただし、何度使っても制限時間はリセットされず、最初に被弾した時から5分経つと最初に被弾した時の姿に戻る。また、10年後の世界で、すでに死亡している者が被弾した場合も転送される。
電撃角（エレットゥリコ・コルナータ）
10年後ランボの必殺技。2本の角を頭に装着してから電撃を角に帯電させてから突進する。100万ボルトもの電圧を帯びており、それだけの電撃を体内に留めておけるランボの帯電体質があって初めて成り立つ、実は高度な技。技そのものの威力は相当高いが角が短いためリーチが短いのが最大の弱点である。現時点で10年後のランボがこの技を命中させたのは肝試しの際に遭遇したロメオのみであるが、逆にパワーアップさせてしまっている。
電撃角＋（エレットゥリコ・コルナータプラス）
20年後ランボの必殺技。最大の弱点であるリーチの短さを、電撃そのものを伸ばすことで克服した電撃角の強化版。角に流れる電圧は1,000万ボルト。ランボはこの技でレヴィ・ア・タンを圧倒したため、時間切れさえなければ勝利していたと思われる。
エレットゥリコ・リバース
20年後ランボの技。電撃皮膚を利用して、自身が受けた雷を体の表面を通して放出させる。
匣（ボックス）兵器
雷牛Ver.V（ブーファロ・フールミネ バージョン・ボンゴレ）
ランボの持つ、「雷牛」の匣兵器を改造した雷属性のボンゴレ匣。スピードは、獄寺の目には見えないほど速い。ランボが未熟なために指示を無視し、暴走した末に獄寺と了平、ランボをも気絶させた。能力などの詳しい詳細は明らかになっていない。ランボは、この匣兵器を「牛丼」と呼んでしまった。
ランポウの盾（ランポウのシールド）
雷牛Ver.Vが形態変化した盾。守備力重視の防具に見えるが、周囲に強力な雷の炎を放射する「雷の角（コルナ･フールミネ）」という技を備えるなど、高い攻撃力を秘めている。
ボンゴレギア「雷のヘルムVer.X」
雷のボンゴレリングが、牛丼がリング化したアニマルリングとボンゴレI世の血である「罰」が加わったことで生まれ変わった武器。ランボの「らうじを部下にして一緒に遊びたい」気持ちが炎に作用し、ギア化した。
形態変化すると、牛の角がついた鎧に変化する。とても重く、10年後のランボがふらつくほど。胸のレバーで角の形状を調整することができ、さらに角の先端の螺旋状の部分がコイルの役割を果たし、電撃コイル角（コルナ・モッラ・エレットロ・ショック）で雷の炎を通すことで砂鉄を引きつけ、それを溶かして硬化させることで超鋼鉄の角を作り上げることも可能。
電撃鉄の角（フェッロ・コルナ・エレットロ・ショック）
電撃コイル角で作りだした超鋼鉄の角「エレットゥリコ・アイアンホーン」を2本の巨大な槍に収束し、自身の突進と共に打ち放つ必殺技。